# Arcidiocesi di Sardica
Sardica (in latino: Serdicensis) è una sede titolare soppressa della Chiesa cattolica.

## Storia
Sardica (o Serdica) è l'antico nome della città di Sofia, attuale capitale della Bulgaria. La sede di Sardica fu eretta in tempi antichi e fu sede metropolitana della provincia romana della Dacia Mediterranea, con queste suffranee: Remesiana, Naisso, Pautalia e Germania. Nel 343 si celebrò a Sardica un concilio provinciale convocato da papa Giulio I. Nelle intenzioni del Papa doveva essere un concilio ecumenico, ma per l'abbandono dei vescovi orientali si ridusse ad un importante concilio della Chiesa occidentale.
Nel corso dell'Ottocento fu eretta una sede arcivescovile titolare. A motivo dell'istituzione della diocesi di Sofia e Filippopoli il 3 marzo 1979, la sede titolare di Sardica fu soppressa quando il 30 giugno successivo divenne vacante.

## Cronotassi degli arcivescovi greci
- Melitone † (metà del II secolo)
- Giuliano † (inizio del IV secolo)
- Protogene † (prima del 316 - dopo il 343)
- Apollinare † (? - 380 ?)
- Giuliano † (prima del 424 - dopo il 431)
- Zosimo † (menzionato nel 458)
- Domno † (menzionato nel 516)
- Basilisco † (dopo il 553 - circa 550 deceduto)
- Teupreprio † (VI secolo)
- Felice † (menzionato nel 594)
- Eutimio † (VIII - IX secolo)

## Cronotassi degli arcivescovi titolari
- Alessandro di Hohenlohe-Waldenburg-Schillingsfürst † (? - 14 novembre 1849 deceduto)[1]
- Bernardino da Portogruaro, O.F.M. † (13 settembre 1892 - 7 maggio 1895 deceduto)
- Buenaventura Maria Soldatić da Cherso, O.F.M.Conv. † (27 luglio 1895 - 29 novembre 1895 deceduto)
- Paolo de Sanctis † (22 giugno 1896 - 9 maggio 1907 deceduto)
- Beato Pio Alberto del Corona, O.P. † (30 agosto 1907 - 15 agosto 1912 deceduto)
- Antonio Augusto Intreccialagli, O.C.D. † (16 marzo 1914 - 31 luglio 1919 succeduto arcivescovo di Monreale)
- Pavel Huyn † (6 settembre 1919 - 13 giugno 1921 nominato patriarca titolare di Alessandria)
- Ernesto Eugenio Filippi † (22 luglio 1921 - 6 aprile 1925 nominato arcivescovo di Monreale)
- Giuseppe Fietta † (30 marzo 1926 - 15 dicembre 1958 nominato cardinale presbitero di San Paolo alla Regola)
- Giuseppe Antonio Ferretto † (14 dicembre 1958 - 16 gennaio 1961 nominato cardinale presbitero di Santa Croce in Gerusalemme)
- Francesco Carpino † (19 gennaio 1961 - 26 giugno 1967 nominato arcivescovo di Palermo)
- Ernesto Civardi † (26 giugno 1967 - 30 giugno 1979 nominato cardinale diacono di San Teodoro)